# Leopold II Habsburg
Leopold II Habsburg-Lotaryński (ur. 5 maja 1747 w Wiedniu, zm. 1 marca 1792 w Wiedniu) – wielki książę Toskanii od 1765 roku, a także cesarz rzymski oraz król Węgier i Czech od 1790 roku. Syn Marii Teresy Habsburg i Franciszka I Lotaryńskiego.
Jego synem i następcą był Franciszek II Habsburg, ostatni władca Świętego Cesarstwa Rzymskiego.

## Wczesne lata życia
Został ochrzczony pod imionami Piotr Leopold Józef. Pierwsze imię otrzymał na życzenie carycy Elżbiety I na cześć jej ojca, cara Piotra I Wielkiego. Wychowawcą Piotra Leopolda był hrabia Franz Thurn, który uważał podopiecznego za lenia, milczka i krętacza. W rzeczywistości arcyksiążę chętnie się uczył, był zdolnym dzieckiem. Chętnie uczył się arytmetyki, przyrody, techniki oraz zagadnień przemysłowych. Początkowo był przeznaczony do stanu duchownego. Jednak w 1761 r. zmarł jego starszy brat, Karol, i Piotr Leopold został dziedzicem Wielkiego Księstwa Toskanii, które było secundogeniturą Domu Habsbursko-Lotaryńskiego, przeznaczoną dla młodszej linii dynastii.
5 sierpnia 1765 r. poślubił w Innsbrucku Marię Ludwikę Burbon (24 listopada 1745 – 15 maja 1792), córkę króla Hiszpanii Karola III i Marii Amalii Wettyn, córki króla Polski i elektora saskiego Augusta III. Podczas uroczystości ślubnych Leopolda był chory, a w czasie uroczystości weselnych, 18 sierpnia 1765 r., nagle zasłabł i zmarł cesarz Franciszek I Lotaryński. Leopold i Maria Ludwika mieli 16 dzieci:
- Maria Teresa (1767–1827) – żona króla Saksonii Antoniego Klemensa Wettyna;
- Franciszek (1768–1835) – cesarz rzymski;
- Ferdynand (1769–1824) – wielki książę Toskanii;
- Maria Anna (1770–1809)
- Karol Ludwik (1771–1847) – książę cieszyński;
- Aleksander (1772–1795)
- Albrecht (1773–1774)
- Maksymilian (1774–1778)
- Józef Antoni (1776–1847) – palatyn Węgier;
- Maria Klementyna (1777–1801) – żona księcia Franciszka Burbona późniejszego króla Neapolu i Sycylii;
- Antoni Wiktor (1779–1835) – wielki mistrz zakonu krzyżackiego
- Maria Amalia (1780–1798)
- Jan (1782–1859)
- Rajner (1783–1853) – wicekról lombardzko-wenecki;
- Ludwik (1784–1864)
- Rudolf Jan (1788–1831) – arcybiskup ołomuniecki, kardynał

Po śmierci ojca Piotr Leopold został wielkim księciem Toskanii i wraz z żoną przeniósł się do Florencji. Jego starszy brat, Józef, został następcą ojca jako cesarz rzymsko-niemiecki. Piotr Leopold i Józef utrzymywali bliskie stosunki, a relacje między nimi były dobre, pomimo różnicy charakterów. Józef był milczącym introwertykiem, natomiast jego młodszy brat był człowiekiem wesołym i towarzyskim.

Herb ces. Leopolda II
Osobisty Leopolda II

## Wielki książę Toskanii
Podczas swoich 25-letnich rządów w Toskanii Piotr Leopold zajmował się wyłącznie polityką wewnętrzną. Korzystając z familijnego związku z monarchią habsburską i ustabilizowaniem sytuacji w Italii wielki książę zaniechał prowadzenia polityki zagranicznej i utrzymywania armii. Dążył do zapewnienia Toskanii statusu państwa neutralnego. Budżet państwa, nie obciążony wydatkami na wojsko, mógł zostać przeznaczony na reformy wewnętrzne. Piotr Leopold potrafił sobie również dobrać odpowiednich doradców. Sam odebrał gruntowne wykształcenie u Karla von Martiniego i w wieku 18 lat był dobrze przygotowany do rządzenia. Jego najważniejszymi ministrami byli Pompeo Nerri i Francesco Gianni.
W Toskanii wprowadzono liberalną politykę gospodarczą w duchu fizjokratyzmu, zniesiono monopole, cła wewnętrzne, cechy i konfraternie kupieckie. Pastwiska gminne zostały rozparcelowane, zniesiono przymus polowy i prawo do polowania na chłopskich gruntach oraz ustanowiono wolny handel zbożem. Spowodowało to szybki rozwój stosunków kapitalistycznych i rozkwit wolnego portu w Livorno. Rząd dbał również o biedniejsze warstwy społeczne. Co uboższych zatrudniano przy finansowanych przez władze pracach nad osuszaniem bagien. Gianni zorganizował finanse publiczne i system fiskalny na zasadzie egalitaryzmu w stosunku do wszystkich klas płatników.
Reformy dotknęły również dziedzinę prawa karnego. Piotr Leopold znał dzieło Cesarego Beccarii O przestępstwach i karach, postulujące humanitaryzację prawa karnego. W oparciu o dzieło Beccarii został wydany w 1786 r. kodeks karny dla Toskanii znany jako „Leopoldina”. Zniósł on karę śmierci oraz wszelkie kary cielesne i hańbiące. Rozbudował natomiast system kar więzienia, zresztą o bardzo surowych rygorach.

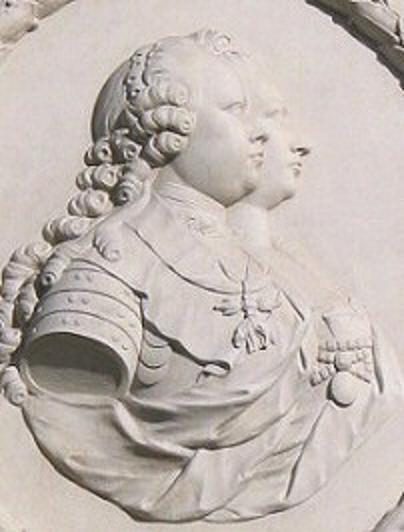
Leopold II i Maria Ludwika Hiszpańska

Polityczne reformy wielkiego księcia zmierzały do ożywienia samorządów municypalnych. Piotr Leopold myślał nawet o nadaniu Toskanii liberalnej konstytucji opartej na zasadzie trójstopniowego przedstawicielstwa (wybieralne rady gminne, rady prowincjonalne i Rada Państwa). Projekt ustawy zasadniczej został opracowany przez Gianniego w 1782 r. i był pierwszym tego typu dokumentem w Europie. W myśl jego zapisów wielki książę miał stracić dużą część swoich kompetencji na rzecz ciał przedstawicielskich – ich zgody miały wymagać między innymi wypowiedzenie wojny, zmiana granic lub pobór rekrutów. Zgromadzenia miały również sprawować kontrolę nad wydatkami państwa. Konstytucja nie została jednak ogłoszona, przede wszystkim ze względu na opór brata Piotra Leopolda – cesarza Józefa II.
Wzorem swojego brata Piotr Leopold dążył do podporządkowania sobie kleru. W swoim niewielkim państwie zastał on trzy arcybiskupstwa, 15 biskupstw i 11 tysięcy księży świeckich oraz drugie tyle zakonników i zakonnic. Książę zniósł inkwizycję rzymską, zakazał publikowania bulli papieskich i składania darów dla obcych kościołów. Utrudnił również wstępowanie do stanu duchownego przez ograniczenia wiekowe dla wstępujących do nowicjatu (minimum 18 lat) i składających śluby (minimum 21 lat). Dążenia wielkiego księcia do podporządkowania i reformy duchowieństwa popierał biskup Pistoi Scipione Ricci, który stał się najbliższym doradcą księcia w sprawach kościelnych.

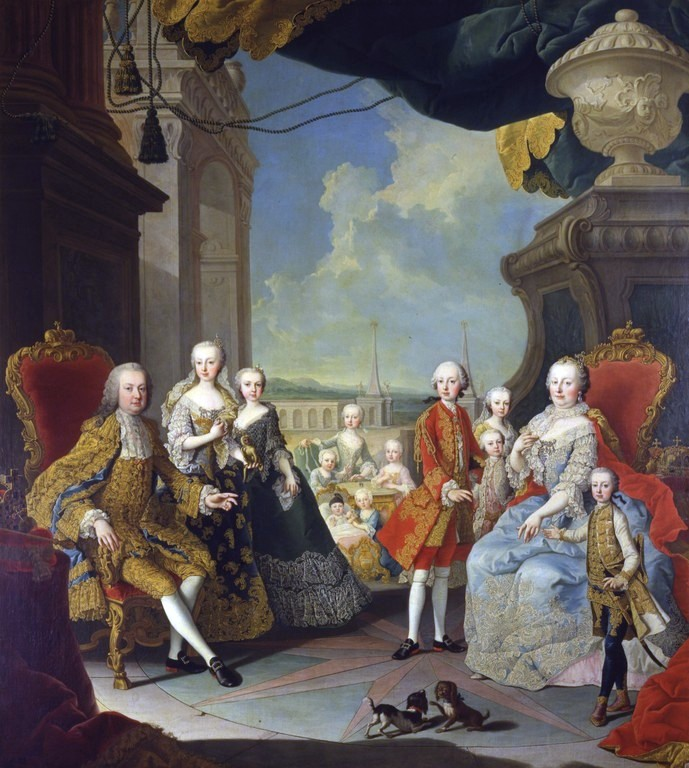
Piotr Leopold (pierwszy z prawej) wraz z rodziną

Rozpoczęto kształcenie księży w seminariach w duchu nowej dyscypliny. Zwalczano przesądy, fałszywe cuda, pielgrzymki i procesje. Położono nacisk na obowiązek nauczania młodzieży religii. Ricci ułożył józefiński regulamin dla duchowieństwa, który spotkał się jednak ze sprzeciwem wszystkich biskupów. W 1786 r. zwołano więc synod diecezjalny do Pistoi, gdzie 234 księży przyjęło regulamin. Uchwalono również zwołanie synodu generalnego do Florencji. W tym czasie rozgorzał spór religijny, w którym konserwatywne duchowieństwo wspierała ludność chłopska, przywiązana do tradycji. W kwietniu 1787 r. większość prałatów odrzuciła regulamin, a rozruchy ludowe zmusiły Ricciego do ucieczki z Pistoi.
Reakcja godziła w osobę księcia i jego cudzoziemskie nowatorstwo. Wśród tego napięcia, potęgowanego antyaustriackimi rozruchami w Lombardii, nadeszła do Florencji wieść, że 20 lutego 1790 r. zmarł cesarz Józef II i wielki książę jako Leopold II został jego następcą w Austrii, Czechach i na Węgrzech z perspektywą korony cesarskiej. Leopold opuścił więc Toskanię, którą pozostawił swojemu młodszemu synowi, Ferdynandowi. W ostatnich latach rządy Piotra Leopolda stawały się coraz bardziej policyjne i niepopularne wśród ludu.

## Na cesarskim tronie
Zdając sobie sprawę z nadchodzącej śmierci Józef już w 1789 roku poprosił Leopolda, aby przybył do Wiednia i został współregentem, jednak Leopold odmówił. Florencję opuścił dopiero 3 marca 1790 r. Po przybyciu do Austrii odwołał co radykalniejsze reformy swojego brata, świadomy ich niepopularności w społeczeństwie. Utrzymano jedynie tajną policję i reformy agrarne. Leopold pofolgował czynnikom stanowym i zniósł znienawidzone przez Kościół seminaria generalne. Kościół pozostał uzależniony od państwa, ale zachował uprzywilejowaną pozycję, co pozwoliło mu stać się jednym z filarów habsburskiej monarchii. Te działania Leopolda uspokoiły sytuację na Węgrzech.
Leopold objął rządy w niepewnej sytuacji politycznej. W 1789 r. wybuchła rewolucja we Francji, gdzie królową była siostra Leopolda, Maria Antonina. Obawiała się ona o swoje bezpieczeństwo i pisała do brata listy z prośbą o pomoc. Emigranci z Francji straszyli Leopolda widmem rozszerzenia się postulatów rewolucji na kraje habsburskie i nakłaniali go do zbrojnej interwencji. Cesarz obiecał siostrze pomoc, gdyby wraz z mężem chciała uciec z Paryża. Francuskim emigrantom zaś zwyczajnie nie udzielał audiencji.
Leopold musiał stawić również czoła agresywnej polityce Prus. Austria toczyła w tym czasie wojnę z Turcją u boku Rosji. Prusy zawarły w styczniu 1790 r. przymierze z Turcją, a w marcu z Polską. Przymierza te były wymierzone w Austrię, a wojska pruskie rozpoczęły koncentrację na granicy czeskiej. W Polsce przygotowywano plan wzniecenia powstania w Galicji. Leopold w takiej sytuacji nie miał zamiaru opłacać sukcesów na południu stratami terytorialnymi na północy. Leopold przeciągnął na swoją stronę popierającą dotąd Prusy Wielką Brytanię, strasząc ją oddaniem Niderlandów Francji.
Mając poparcie Londynu spotkał się w lipcu 1790 roku z Fryderykiem Wilhelmem w Reichenbach na Śląsku. Na tym spotkaniu 27 lipca 1790 roku podpisano tzw. konwencję w Reichenbach. Ustalono, że Austria wycofa się z wojny z Turcją bez nabytków terytorialnych, co usankcjonował austriacko-turecki pokój w Swisztowie 4 sierpnia 1791 roku. Prusy również nic nie zyskały, zrzekając się wszelkich planów wojennych wobec Austrii.
30 września 1790 roku kolegium elektorskie jednogłośnie wybrało Leopolda cesarzem, a już 9 października odbyła się jego koronacja we Frankfurcie nad Menem. Elektorami byli: on sam jako król Czech, król Prus Fryderyk Wilhelm II Hohenzollern jako margrabia brandenburski, książę saski Fryderyk August III, książę bawarski Karol IV Teodor Wittelsbach, król Wielkiej Brytanii Jerzy III jako książę hanowerski, arcybiskup Moguncji Friedrich Karl Joseph von Erthal, arcybiskup Trewiru Klemens Wacław Wettyn i arcybiskup Kolonii Maksymilian Franciszek Habsburg. Nieco miesiąc po tych wydarzeniach – 15 listopada w Bratysławie – został koronowany na króla Węgier. Tam też obwieścił, że palatynem tego kraju będzie 18-letni wówczas jego syn Aleksander Leopold. Na króla Czech został koronowany 6 września 1791 r. w Pradze.

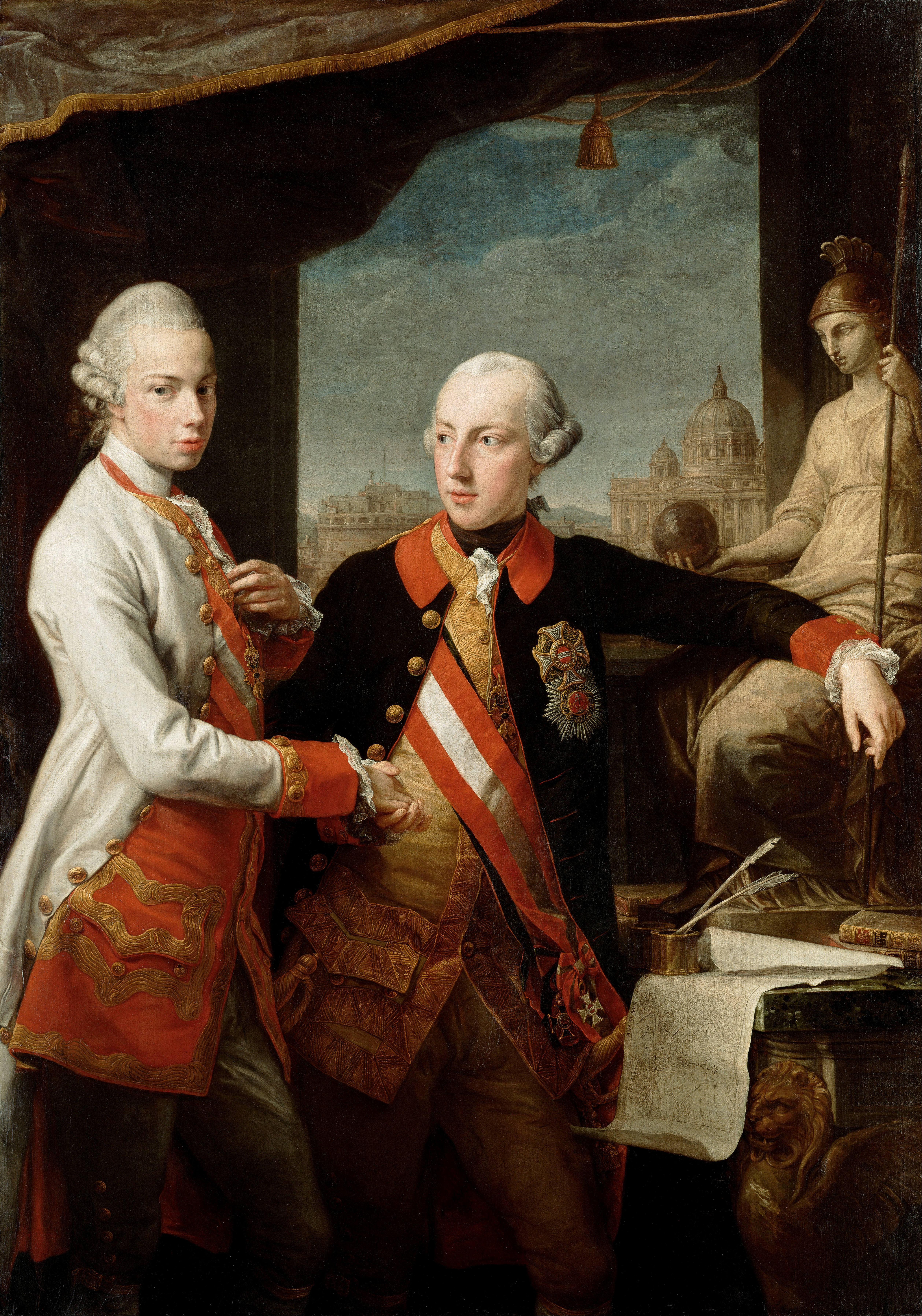
Piotr Leopold i Józef II

Po otrzymaniu korony cesarskiej zaczął przygotowywać się do przywrócenia panowania w Belgii. Przed Parlamentem Belgijskim odczytany został manifest cesarski przekazany przez Leopolda i choć spotkał się z dużą dezaprobatą ze strony większości izby, to w kraju rozpoczęła się żywiołowa dyskusja nad przyszłością kraju. Belgowie zdawali sobie sprawę, że ze strony Francji nie mogą liczyć na pomoc belgijscy ugodowcy byli skłonni do ugody z cesarzem. Rewolucjoniści wzywali jednak do przetrwania bez udziału cesarza. Sytuacja wśród rewolucjonistów zmieniła się, gdy w najwyższym dowództwie armii powstańczej nastąpił kryzys. Armię opuścił Friedrich Wilhelm von Schönfeld, głównodowodzący powstańczej armii, a wraz z nim powstańców opuściło kilku wysokich rangą oficerów. W zaistniałej sytuacji parlament Belgii próbował iść na ustępstwo i na dziedzicznego władcę Belgii proklamował syna Leopolda – Karola Ludwika. W takiej sytuacji austriacki feldmarszałek Johann von Bender wyruszył na Brukselę, tłumiąc po drodze powstanie leodyjskie w biskupstwie Liège. 2 grudnia 1790 roku wojska austriackie przywróciły władzę Leopolda nad austriackimi Niderlandami, a w styczniu 1791 r. Leopold, wykorzystując mandat Rzeszy, zajął zbuntowane księstwo Leodium.
25 sierpnia 1791 r. Leopold ponownie spotkał się z Fryderykiem Wilhelmem, tym razem w Pillnitz niedaleko Drezna. Monarchowie uczynili tam dyplomatyczny gest wobec francuskiej pary królewskiej, polegający na deklaracji, że w razie niebezpieczeństwa zbrojnie wyprawią się na Francję. Była to czysto formalna deklaracja, gdyż ani Leopold ani Fryderyk nie życzyli sobie wojny, a już na pewno prowadzonej wyłącznie siłami Austrii i Prus. A na poparcie innych mocarstw na razie się nie zanosiło. Zresztą sytuacja wewnętrzna we Francji w tym okresie nie wskazywała na niebezpieczeństwo grożące Ludwikowi XVI i Marii Antoninie.
Leopold zmarł nagle w Wiedniu 1 marca 1792 roku. Jego następcą został jego najstarszy syn, Franciszek. Cesarzowa Maria Ludwika przeżyła męża o niewiele ponad 2 miesiące. Zmarła 12 maja. Oboje zostali pochowani w krypcie kościoła Kapucynów w Wiedniu.

## Pełna tytulatura
Leopold II używał, podobnie jak Józef II, oprócz przejętej po matce tytulatury Habsburgów austriackich, także tytułów książąt lotaryńskich, które dziedziczył po ojcu, jednak Lotaryngia była już wtedy prowincją Francji:
Leopold, z Bożej łaski uświęcony i wybrany cesarz rzymski, po wieki August, król Niemiec, Węgier, Czech, Dalmacji, Chorwacji, Slawonii, Jerozolimy, Galicji i Lodomerii, etc., etc. arcyksiążę Austrii, książę Burgundii, Lotaryngii, Styrii, Karyntii i Karnioli, Bukowiny, wieki książę Toskanii, wielki książę Siedmiogrodu, margrabia Moraw, książę Brabancji, Luksemburga, Limburga, Geldrii, Wirtembergii, Teck, Górnego i Dolnego Śląska, Mediolanu, Mantui, Parmy, Placetii, Guastalli, Oświęcimia i Zatoru, Kalabrii, Baru, Montferratu i Cieszyna, książę Szwabii i Charlesville, hrabia Habsburga, Flandrii, Tyrolu, Hainaut, Kyburga, Gorycji i Gradiszki etc. margrabia Świętego Cesarstwa Rzymskiego, Burgau, Górnych i Dolnych Łużyc, Pont-à-Mousson, Nomeny etc., hrabia Namur, Prowansji, Blâmont, Zutphen, Saarwerden, Salm, Falkenstein, etc., etc. pan Marchii Wendyjskiej, Mechelen, etc., etc., etc.

## Genealogia
| Leopold Józef Lotaryński 1) ur. 11 IX 1679 zm. 27 III 1729 | Leopold Józef Lotaryński 1) ur. 11 IX 1679 zm. 27 III 1729 |                                                         |                                                         | Elżbieta Charlotta Burbon 2) ur. 13 IX 1676 zm. 23 XII 1744 | Elżbieta Charlotta Burbon 2) ur. 13 IX 1676 zm. 23 XII 1744 |  |  | Karol VI Habsburg ur. 1 X 1685 zm. 20 X 1740 | Karol VI Habsburg ur. 1 X 1685 zm. 20 X 1740 |                                                    |                                                    | Elżbieta Krystyna Welf ur. 28 VIII 1691 zm. 21 XII 1750 | Elżbieta Krystyna Welf ur. 28 VIII 1691 zm. 21 XII 1750 |
|                                                            |                                                            |                                                         |                                                         |                                                             |                                                             |  |  |                                              |                                              |                                                    |                                                    |                                                         |                                                         |
|                                                            |                                                            |                                                         |                                                         |                                                             |                                                             |  |  |                                              |                                              |                                                    |                                                    |                                                         |                                                         |
|                                                            |                                                            | Franciszek I Lotaryński ur. 8 XII 1708 zm. 18 VIII 1765 | Franciszek I Lotaryński ur. 8 XII 1708 zm. 18 VIII 1765 |                                                             |                                                             |  |  |                                              |                                              | Maria Teresa Habsburg ur. 13 V 1717 zm. 29 XI 1780 | Maria Teresa Habsburg ur. 13 V 1717 zm. 29 XI 1780 |                                                         |                                                         |
|                                                            |                                                            |                                                         |                                                         |                                                             |                                                             |  |  |                                              |                                              |                                                    |                                                    |                                                         |                                                         |
|                                                            |                                                            |                                                         |                                                         |                                                             |                                                             |  |  |                                              |                                              |                                                    |                                                    |                                                         |                                                         |
|                                                            |                                                            |                                                         |                                                         |                                                             |                                                             |  |  |                                              |                                              |                                                    |                                                    |                                                         |                                                         |

|                                                      |                                                      | Maria Ludwika Burbon 3) ur. 24 XI 1745 zm. 15 V 1792 OO 5 VIII 1765 | Maria Ludwika Burbon 3) ur. 24 XI 1745 zm. 15 V 1792 OO 5 VIII 1765 | Leopold II Habsburg ur. 5 V 1747 zm. 1 III 1792      | Leopold II Habsburg ur. 5 V 1747 zm. 1 III 1792      |                                                 |                                                 |                                                         |                                                         |
|                                                      |                                                      |                                                                     |                                                                     |                                                      |                                                      |                                                 |                                                 |                                                         |                                                         |
|                                                      |                                                      |                                                                     |                                                                     |                                                      |                                                      |                                                 |                                                 |                                                         |                                                         |
|                                                      |                                                      |                                                                     |                                                                     |                                                      |                                                      |                                                 |                                                 |                                                         |                                                         |
| Maria Teresa Habsburg 4) ur. 14 I 1767 zm. 7 XI 1827 | Maria Teresa Habsburg 4) ur. 14 I 1767 zm. 7 XI 1827 | Franciszek II Habsburg ur. 12 II 1768 zm. 2 III 1835                | Franciszek II Habsburg ur. 12 II 1768 zm. 2 III 1835                | Ferdynand III Habsburg ur. 6 V 1769 zm. 18 VI 1824   | Ferdynand III Habsburg ur. 6 V 1769 zm. 18 VI 1824   | Maria Anna Habsburg ur. 21 IV 1770 zm. 1 X 1809 | Maria Anna Habsburg ur. 21 IV 1770 zm. 1 X 1809 | Karol Habsburg ur. 5 IX 1771 zm. 30 IV 1847             | Karol Habsburg ur. 5 IX 1771 zm. 30 IV 1847             |
|                                                      |                                                      |                                                                     |                                                                     |                                                      |                                                      |                                                 |                                                 |                                                         |                                                         |
| Aleksander Habsburg ur. 14 VIII 1772 zm. 21 VII 1795 | Aleksander Habsburg ur. 14 VIII 1772 zm. 21 VII 1795 | Albrecht Habsburg ur. 19 XII 1773 zm. 22 VII 1774                   | Albrecht Habsburg ur. 19 XII 1773 zm. 22 VII 1774                   | Maksymilian Habsburg ur. 23 XII 1774 zm. 10 III 1778 | Maksymilian Habsburg ur. 23 XII 1774 zm. 10 III 1778 | Józef Habsburg ur. 9 III 1776 zm. 13 I 1847     | Józef Habsburg ur. 9 III 1776 zm. 13 I 1847     | Maria Klementyna Habsburg ur. 24 IV 1777 zm. 15 XI 1801 | Maria Klementyna Habsburg ur. 24 IV 1777 zm. 15 XI 1801 |
|                                                      |                                                      |                                                                     |                                                                     |                                                      |                                                      |                                                 |                                                 |                                                         |                                                         |
| Antoni Habsburg ur. 31 VIII 1779 zm. 2 IV 1835       | Antoni Habsburg ur. 31 VIII 1779 zm. 2 IV 1835       | Maria Amalia Habsburg ur. 15 X 1780 zm. 25 XII 1798                 | Maria Amalia Habsburg ur. 15 X 1780 zm. 25 XII 1798                 | Jan Habsburg ur. 20 I 1782 zm. 11 V 1859             | Jan Habsburg ur. 20 I 1782 zm. 11 V 1859             | Rajner Habsburg ur. 30 IX 1783 zm. 16 I 1853    | Rajner Habsburg ur. 30 IX 1783 zm. 16 I 1853    | Ludwik Habsburg ur. 13 XII 1784 zm. 21 XII 1864         | Ludwik Habsburg ur. 13 XII 1784 zm. 21 XII 1864         |
|                                                      |                                                      |                                                                     |                                                                     |                                                      |                                                      |                                                 |                                                 |                                                         |                                                         |
| Rudolf Johann Habsburg ur. 8 I 1788 zm. 24 VII 1831  |                                                      |                                                                     |                                                                     |                                                      |                                                      |                                                 |                                                 |                                                         |                                                         |

1. syn Eleonory Habsburżanki
2. córka Filipa I Orleańskiego (syna Ludwika XIII Burbona i Anny Austriaczki)
3. córka Karola III Burbona i Marii Amalii Wettyn
4. żona Antoniego I Wettyna (syna Fryderyka Krystiana Wettyna i Marii Antoniny Wittelsbach)